# FC Ljubljana
FC Ljubljana je nekdanji ljubljanski nogometni klub, ki je bil ustanovljen leta 2005 po propadu NK Ljubljana, domači stadion kluba je bil ŽŠD Ljubljana. Deloval je do leta 2011 in se prebil do slovenske druge lige, tedajšnji predsednik kluba je bil Marko Pačarić.

## Znani nogometaši
- Kristjan Cimirotič
- Sebastjan Cimirotič
- Gjergji Dema
- Safet Hadžić
- Gregor Hočevar
- Stojan Plešinac
- Darko Srovin
- Nik Pačarić